# Copa de Europa de la FIBA 1995-96
La Copa de Europa de la FIBA 1995-96, conocida anteriormente como Recopa de Europa de Baloncesto fue la trigésima edición de esta competición organizada por la FIBA que reunía a los campeones de las ediciones de copa de los países europeos. Tomaron parte 44 equipos, trece de ellos procedentes como perdedores de la fase de la Liga Europea de la FIBA 1995-96. Se proclamó campeón el equipo español del Taugrés Baskonia, que en su tercera final consecutiva por fin logró el campeonato, derrotando en la final al equipo griego del PAOK, en un partido disputado en el Araba Arena de Vitoria.

## Primera ronda
| Equipo 1             | Agr.    | Equipo 2              | Ida    | Vuelta |
| -------------------- | ------- | --------------------- | ------ | ------ |
| Thames Valley Tigers | 167–195 | New Wave Sharks       | 93–105 | 74–90  |
| Namika Lahti         | 153–151 | Den Braven Koba       | 75–78  | 78–73  |
| PAEEK                | 87–225  | PAOK                  | 40–109 | 47–116 |
| Kočani Delikates     | 156–152 | Sloboda Dita Tuzla    | 93–82  | 63–70  |
| Tonak Nový Jičín     | 163–175 | Ratiopharm Ulm        | 93–94  | 70–81  |
| AŠK Inter Bratislava | 158–146 | UBC Stahlbau Oberwart | 88–68  | 70–78  |
| Hiefenech            | 121–178 | Marc-Körmend          | 63–78  | 58–100 |
| Universitatea Cluj   | 125-183 | Spartak Subotica      | 64-87  | 61–96  |
| Partizani Tirana     | 115-151 | Kompakt               | 56-73  | 59–78  |

## Segunda ronda
| Equipo 1             | Agr.    | Equipo 2          | Ida   | Vuelta |
| -------------------- | ------- | ----------------- | ----- | ------ |
| New Wave Sharks      | 161–153 | illycaffè Trieste | 90–78 | 71–75  |
| Namika Lahti         | 172–191 | Taugrés           | 81–94 | 91–97  |
| Porto                | 124–172 | Limoges           | 52–95 | 72–77  |
| Postojna             | 137–189 | PAOK              | 71–79 | 66–110 |
| Kočani Delikates     | 122–145 | Zagreb            | 68–83 | 54-62  |
| Ratiopharm Ulm       | 153–146 | Bruxellois        | 85–75 | 68–71  |
| AŠK Inter Bratislava | 140–139 | Galatasaray       | 76–76 | 64–63  |
| Marc-Körmend         | 152–157 | Nobiles Włocławek | 92–70 | 60–87  |
| Spartak Subotica     | 155-156 | Bnei Herzliya     | 79-76 | 76–80  |
| Kompakt              | 153-163 | Dendi             | 85-85 | 68–78  |
| Olimpas Plungė       | 156-164 | Dynamo Moscow     | 81-77 | 75–87  |

## Tercera ronda
- Invitación para participar en la Copa de Europa de la FIBA* a los equipos perdedores en los dieciseisavos de final de la Liga Europea de la FIBA 1995-96.

*Partizan, Hapoel Galil Elyon, Sheffield Sharks, Sunair Oostende, Zrinjevac, Baník Cígeľ Prievidza, Smelt Olimpija, Budivelnyk, Kalev, Fidefinanz Bellinzona, Sibiu, APOEL and Žalgiris.
| Equipo 1              | Agr.    | Equipo 2              | Ida    | Vuelta |
| --------------------- | ------- | --------------------- | ------ | ------ |
| Partizan              | 156-140 | Hapoel Galil Elyon    | 69-76  | 87–64  |
| Sheffield Sharks      | 128–159 | Sunair Oostende       | 58–71  | 70–88  |
| Ratiopharm Ulm        | 153–162 | Zrinjevac             | 78–82  | 75–80  |
| Baník Cígeľ Prievidza | 169–180 | Smelt Olimpija        | 81–73  | 88–107 |
| Zagreb                | 139–169 | Taugrés               | 65–65  | 74–104 |
| Limoges               | 171-135 | Dendi                 | 97-64  | 74–71  |
| PAOK                  | 150–143 | Budivelnyk            | 76–68  | 74–75  |
| Bnei Herzliya         | 169-160 | New Wave Sharks       | 98-86  | 71–74  |
| Kalev                 | 217–155 | Fidefinanz Bellinzona | 116–76 | 101–79 |
| Dynamo Moscow         | 190-127 | Sibiu                 | 105-68 | 85–59  |
| APOEL                 | 133–187 | Žalgiris              | 82–100 | 51–87  |
| AŠK Inter Bratislava  | 146–156 | Nobiles Włocławek     | 87–76  | 59–80  |

## Cuartos de final
Los cuartos de final se jugaron con un sistema de todos contra todos, divididos en dos grupos.
|  | Clasificados para semifinales |
|  | Eliminados                    |

|    | Equipo          | PJ | Pts | G | P | PF  | PC  | Dif. |
| -- | --------------- | -- | --- | - | - | --- | --- | ---- |
| 1. | Taugrés         | 10 | 17  | 7 | 3 | 821 | 788 | +33  |
| 2. | Žalgiris        | 10 | 17  | 7 | 3 | 852 | 833 | +19  |
| 3. | Limoges         | 10 | 16  | 6 | 4 | 817 | 752 | +65  |
| 4. | Partizan        | 10 | 14  | 4 | 6 | 886 | 867 | +19  |
| 5. | Bnei Herzliya   | 10 | 13  | 3 | 7 | 776 | 837 | -61  |
| 6. | Sunair Oostende | 10 | 13  | 3 | 7 | 746 | 821 | -75  |

|    | Equipo            | PJ | Pts | G | P | PF  | PC  | Dif. |
| -- | ----------------- | -- | --- | - | - | --- | --- | ---- |
| 1. | PAOK              | 10 | 18  | 8 | 2 | 821 | 675 | +46  |
| 2. | Dynamo Moscú      | 10 | 17  | 7 | 3 | 812 | 772 | +40  |
| 3. | Zrinjevac         | 10 | 16  | 6 | 4 | 817 | 752 | +65  |
| 4. | Kalev             | 10 | 14  | 4 | 6 | 821 | 820 | +1   |
| 5. | Nobiles Włocławek | 10 | 13  | 3 | 7 | 798 | 956 | -158 |
| 6. | Smelt Olimpija    | 10 | 13  | 3 | 7 | 765 | 825 | -60  |

## Semifinales
Los equipos mejor clasificados en la fase de grupos disputaron los partidos 2 y 3 en casa.
| Equipo 1     | Agr. | Equipo 2 | Ida   | Vuelta | 3er partido |
| ------------ | ---- | -------- | ----- | ------ | ----------- |
| Dynamo Moscú | 0–2  | Taugrés  | 87–98 | 93–104 |             |
| Žalgiris     | 0–2  | PAOK     | 76–83 | 59–104 |             |

## Final
12 de marzo, Pabellón Araba, Vitoria
| Equipo 1 | Resultado | Equipo 2 |
| -------- | --------- | -------- |
| Taugrés  | 88–81     | PAOK     |

| 12 de marzo de 1996 | Taugrés                                                                       | 88–81        | PAOK                                                                         | |  |
|                     | Marcador por tiempos: 44-50, 44-31                                            |              |                                                                              | |  |
|                     | Estadísticas Ramón Rivas, 31 Ramón Rivas, 14 Jordi Millera, Marcelo Nicola, 2 | Pts Reb Asts | Estadísticas Branislav Prelević, 34 Branislav Prelević, 5 Nikos Boudouris, 2 | Pabellón: Pabellón Araba, Vitoria Asistencia: 5.500 espectadores Árbitros: Alan Richardson (ENG), Alessandro Teofili (ITA) |  |

| Campeón de la Copa de Europa de la FIBA 1995–96 |
| ----------------------------------------------- |
| Taugrés 1.er título                             |